# Im Rußland und in der Kuhweide bei Lindheim
Koordinaten: 50° 16′ 49″ N, 8° 58′ 58″ O
Das Naturschutzgebiet Im Rußland und in der Kuhweide bei Lindheim liegt auf dem Gebiet der Gemeinden Altenstadt und Limeshain im Wetteraukreis in Hessen.
Das ursprünglich etwa 220 ha große Gebiet, das im Jahr 1984 unter der Kennung 1440014 unter Naturschutz gestellt wurde, erstreckt sich südlich von Lindheim, einem Ortsteil der Gemeinde Altenstadt, und nördlich von Hainchen, einem Ortsteil der Gemeinde Limeshain. Durch das Gebiet hindurch verläuft die Landesstraße L 3191, am nordwestlichen Rand die B 521 und am westlichen Rand die A 45. Durch das Gebiet hindurch fließt der Seemenbach, der in die am nordwestlichen Rand fließende Nidder mündet.
Im Mai 2023 wurde eine neue Verordnung über das Naturschutzgebiet „Im Rußland und in der Kuhweide bei Lindheim“ vorgelegt und dabei auch die Gebietsgrenzen neu festgelegt. Das Naturschutzgebiet ist demnach 249,50 ha groß. Zweck der Unterschutzstellung ist es, die großen zusammenhängenden Grünlandflächen des mittleren Niddertals mit ihren naturnahen Auenbereichen als Lebensraum geschützter Tier- und Pflanzenarten zu erhalten, zu entwickeln und wiederherzustellen.
Das Naturschutzgebiet ist zusätzlich Teilgebiet  des FFH-Gebietes „Grünlandgebiete in der Wetterau“ sowie des „Vogelschutzgebietes Wetterau“. Das Gebiet zeichnet sich als Verbund großflächiger, wenig zerschnittener Landschaftsräume mit natürlicher Auendynamik aus. Es hat Bedeutung für viele feuchtgebundene FFH-Lebensraumtypen und -Arten, welche von einer vom Menschen geprägten halbnatürlichen Kulturlandschaft abhängen. Das Gebiet wird wesentlich durch einen Offenlandcharakter geprägt, in dem großflächig Grünland verschiedener Feuchtestufen je nach Standort die Basis bildet. Eine möglichst kleinflächige Nutzungsvielfalt z. B. durch Beweidung fördert den Lebensraum für die zahlreichen Arten. Naturnahe Teiche und Tümpel stellen diverse Lebensräume dar, die durch den Offenlandcharakter besonnt sind und somit vielen FFH relevanten Amphibien Lebensgrundlage bieten. Die Nidder, der Seemenbach und das extensiv genutzte Grünland sind strukturreiche und dynamische Lebensräume. Der vorherrschende Lebensraumtyp im Naturschutzgebiet sind Magere Flachland-Mähwiesen.

## Flora und Fauna

### Bedeutung für Brut- und Rastvögel
Das Naturschutzgebiet ist ein bedeutendes Brutgebiet für gefährdete Vogelarten. Der Große Brachvogel findet hier eines seiner letzten Vorkommen in ganz Hessen. Sehr stark profitiert von zahlreichen Naturschutzmaßnahmen in der jüngeren Vergangenheit, insbesondere der Anlage von Kleingewässern, haben beispielsweise die Bestände von Weißstorch und Graugans. Für den Wiesenpieper war das Naturschutzgebiet einst das bedeutendste Brutgebiet im Wetteraukreis, allerdings ist sein Brutbestand stark zurückgegangen. Neben regelmäßigen Brutzeit-Nachweisen des Wachtelkönigs fand im Naturschutzgebiet auch eine der letzten bestätigten erfolgreichen Bruten der Uferschnepfe in Hessen statt. Weitere regelmäßige Brutvögel im Gebiet sind Schwarzkehlchen, Schafstelze, Feldschwirl und Eisvogel; Grauammer, Kiebitz und Wachtel treten unregelmäßig auf, während die Bestände von Bekassine und Rebhuhn mittlerweile erloschen sind. Braunkehlchen als ebenfalls typische Wiesenvogelart brüten nicht im Gebiet, sind aber regelmäßige Durchzügler.
Das Naturschutzgebiet ist regelmäßiges und bedeutendes Rastgebiet des Kranichs. Im Winterhalbjahr überschwemmte Wiesen dienen zahlreichen Wasservögel wie Löffelente, Krickente und Pfeifente als Rastgebiete. Watvogelarten wie Zwergschnepfe, Waldwasserläufer und Grünschenkel treten ebenfalls als Gäste auf.

### Bedeutung für Amphibien
Im Zuge der Bestandszunahme in den Schwerpunktvorkommen im Wetteraukreis in der Horloffniederung und entlang der Tallagen von Nidder und Nidda konnte der Laubfrosch aus eigener Kraft in den frühen 2000er Jahren das Naturschutzgebiet Im Rußland und in der Kuhweide bei Lindheim wiederbesiedeln, nachdem dort zahlreiche Kleingewässern angelegt wurden.

### Bedeutung für Insekten
Das Naturschutzgebiet beherbergt ein Vorkommen der gefährdeten Schmetterlings-Art Dunkler Wiesenknopf-Ameisenbläuling. Diese Art bewohnt frische bis feuchte, offene, meist etwas verbrachte Standorte mit Vorkommen des Großen Wiesenknopfs  und der Roten Knotenameise (Myrmica rubra). Sie pflegt eine enge Beziehung zum Großen Wiesenknopf, dessen Blüten als Nahrungsquelle, Schlaf- und Ruheplatz sowie zur Balz, Paarung und Eiablage dienen. Als Raupe frisst er zunächst an den Blüten des Großen Wiesenknopfs, lässt sich aber nach der dritten Häutung von der Pflanze fallen und von der Roten Knotenameise in ihr Nest tragen. Dort verbringt er die Zeit bis zu seiner Verwandlung zum Schmetterling im nächsten Sommer und ernährt sich währenddessen von Ameisenbrut.

### Bedeutung für Säugetiere
Im Bereich des Seemenbachs hat sich ein Vorkommen des Bibers etabliert.

### Botanische Bedeutung
Im Naturschutzgebiet kommen unter anderem Arten wie das Sumpf-Weidenröschen, Schmalblättriger Hornklee, Großer Wasserfenchel, Großer Merk, Sumpf-Sternmiere, Wasser-Greiskraut und das Breitblättrige Knabenkraut vor.

## Pflegemaßnahmen
Das Forstamt Nidda hat in Zusammenarbeit mit weiteren Behörden und Verbänden eine Vielzahl an Lebensraum verbessernden Maßnahmen durchgeführt, u. a. die Anlage, Pflege und Wiederherstellung einer Vielzahl von Kleingewässern und die Mahdgutübertragung zur Wiederherstellung von Pfeifengraswiesen. Zur Förderung des Wiesenpiepers wurden im Bereich der Gemeinde Limeshain gezielt Altgrasstreifen angelegt.